# アトランタ・フレームス
アトランタ・フレームス（Atlanta Flames）は、かつてアメリカ合衆国に存在した男子プロアイスホッケーチーム。本拠地はアメリカ合衆国ジョージア州アトランタ。ナショナルホッケーリーグ(NHL)に加盟していた。

## 歴史
フレームスは1968年NBAのセントルイス・ホークスを買収した実業家のトム・カズンズと元ジョージア州知事のカール・サンダースにより、1971年に結成した。しかし、結果は振るわず、さらにディビジョン最下位争いと低迷が続いた。
1980年カナダのカルガリーに移転し、カルガリー・フレームスとなった。その後、1999年にアトランタにアトランタ・スラッシャーズがNHLチームとして誕生している。

## 主な選手
- バーニー・ジョフリオン (Bernie Geoffrion)